# Causus lichtensteinii
Causus lichtensteinii är en ormart som beskrevs av Jan 1859. Causus lichtensteinii ingår i släktet Causus och familjen huggormar. Inga underarter finns listade i Catalogue of Life.
Arten förekommer i västra och centrala Afrika men den saknas i centrala Kongobäckenet.